# Суарско княжество
Суар (или Суварското княжество) е средновековен субект на Волжка България.

## История
Княжеството се появява около 940 г. Населението е смесица от тюрки суари и местни тюркски и угро-финско говорещи племена като марийците. Столицата е град Суар. Управителят на Суар приема титлата „bäk“ (виж хазарското „бек“ и турското „бег“).
През 975 Суарското княжество е слято с Волжка България. От 11 до 13 век то става полуавтономна провинция във Волжка България до завладяването на страната от монголците.

## Списък на познати владетели
- Абдула бин Микаил (Abd'ullah ibn Miqa'il)
- Талиб бин Ахмад (Talib ibn Ahmad)
- Момин бин Ахмад (Mu'min ibn Ahmad)